# امانوئل باخ
امانوئل باخ (فرانسوی: Emmanuelle Bach‎؛ زادهٔ ۳۰ مهٔ ۱۹۶۸) هنرپیشه اهل فرانسه است. وی از سال ۱۹۹۱ میلادی تاکنون مشغول فعالیت بوده‌است.
از فیلم‌ها یا برنامه‌های تلویزیونی که وی در آنها نقش داشته‌است می‌توان به کنار آمدن با مردگان و ۲۴ روز اشاره کرد.